# Dassault Mirage 4000
Mirage 4000 là một mẫu máy bay tiêm kích thử nghiệm được phát triển bởi hãng Dassault-Breguet từ loại máy bay chiến đấu Mirage 2000.

## Thiết kế và phát triển
Loại máy bay mới này có điểm đáng chú ý là lớn hơn và nặng hơn so với Mirage 2000, được trang bị hai động cơ phản lực SNECMA M53-2, vượt trội so với Mirage 2000 chỉ có một động cơ. Mirage 4000 cũng được trang bị cánh mũi ở ngay phía trên khe lấy không khí cho động cơ ở hai bên thân máy bay. Còn lại những thay đổi giữa hai loại máy bay là không đáng kể, cả hai mẫu máy bay đều có thiết kế cánh tam giác, cùng chung hình dạng và khe lấy không khí dạng bán nguyệt.
Mirage 4000 bay lần đầu tiên vào năm 1979. Đây là một dự án mạo hiểm do một mình hãng Dassault đầu tư cấp vốn, nhưng có lẽ hợp lý hơn là có thêm cả tiền đầu tư của Ả Rập Saudi. Mirage 4000 có kích thước tương đương với loại máy bay F-15 Eagle của Hoa Kỳ, và là một mẫu máy bay đánh chặn tầm xa hoàn hảo. Khả năng mang vũ khí với trọng lượng lớn cũng khiến cho Mirage 4000 trở thành một máy bay tiêm kích-ném bom rất tốt.
Vào đầu thập niên 1980, hãng Dassault đã kết thúc dự án Mirage 4000 không lâu sau khi Ả Rập Saudi đã chọn loại máy bay chiến đấu F-15C của Mỹ như một ưu tiên trong trang bị máy bay chiến đấu cho không quân của mình. Không quân Pháp lại ưu tiên tập trung vào Mirage 2000, do đó mà Dassault không có khách hàng để giới thiệu Mirage 4000. Một vài đánh giá chuyên môn về Mirage 4000 sau này cũng gây ảnh hưởng đến loại máy bay chiến đấu Dassault Rafale, cuối cung mẫu thử nghiệm duy nhất đã được chuyển tới nới cư trú cuối cùng của nó tại Bảo hàng Hàng không và Không gian Pháp vào năm 1995.

## Thông số kỹ thuật

### Đặc điểm riêng
- Phi đoàn: 1
- Chiều dài: 18.70 m (61 ft 4 in)
- Sải cánh: 12.00 m (39 ft 4 in)
- Chiều cao: 5.80 m (19 ft 0 in)
- Diện tích cánh: 73.0 m² (785 ft²)
- Trọng lượng rỗng: 13.000 kg (29.000 lb)
- Trọng lượng cất cánh: 17.000 kg (37.900 lb)
- Động cơ: 2× động cơ phản lực SNECMA M53-2, lực đẩy 83 kN (19.000 lbf) mỗi chiếc

### Hiệu suất bay
- Vận tốc cực đại: 2.445 km/h (1.320 knots, 1.519 mph)
- Tầm bay: 2.000 km (1.100 nm, 1.200 mi)
- Trần bay: 20.000 m (66.000 ft)
- Vận tốc lên cao: n/a
- Lực nâng của cánh: n/a
- Lực đẩy/trọng lượng: 1.05

### Vũ khí
- 2x pháo 30 mm
- Mang được 8000 kg vũ khí các loại

## Nội dung liên quan

### Máy bay có cùng sự phát triển
- Dassault Mirage 2000
- Dassault Mirage 2000N/2000D

### Máy bay có tính năng tương đương
- F-15E Strike Eagle
- Sukhoi Su-27
- Mikoyan MiG-29

### Danh sách tiếp theo
| - F1 - G - | 2000    | - 4000 |
| - F1 - G - | 2000N/D | - 4000 |